# Іглен (Міннесота)
Іглен (англ. Ihlen) — місто (англ. city) в США, в окрузі Пайпстоун штату Міннесота. Населення — 61 особа (2020).

## Географія
Іглен розташований за координатами 43°54′36″ пн. ш. 96°22′20″ зх. д. / 43.91000° пн. ш. 96.37222° зх. д. (43.909919, -96.372139).  За даними Бюро перепису населення США в 2010 році місто мало площу 0,95 км², з яких 0,93 км² — суходіл та 0,02 км² — водойми.

## Демографія
Згідно з переписом 2010 року, у місті мешкали 63 особи в 32 домогосподарствах у складі 20 родин. Густота населення становила 66 осіб/км².  Було 39 помешкань (41/км²).
Расовий склад населення:
| - 95,2 % — білих - 4,8 % — осіб інших рас |

До двох чи більше рас належало 0,0 %. Частка іспаномовних становила 4,8 % від усіх жителів.
За віковим діапазоном населення розподілялося таким чином: 11,1 % — особи молодші 18 років, 54,0 % — особи у віці 18—64 років, 34,9 % — особи у віці 65 років та старші. Медіана віку мешканця становила 54,8 року. На 100 осіб жіночої статі у місті припадало 85,3 чоловіків;  на 100 жінок у віці від 18 років та старших — 86,7 чоловіків також старших 18 років.
Середній дохід на одне домашнє господарство  становив 34 881 долар США (медіана — 29 000), а середній дохід на одну сім'ю — 44 569 доларів (медіана — 36 875). За межею бідності перебувало 13,6 % осіб, у тому числі 0,0 % дітей у віці до 18 років та 0,0 % осіб у віці 65 років та старших.
Цивільне працевлаштоване населення становило 13 особи. Основні галузі зайнятості: освіта, охорона здоров'я та соціальна допомога — 23,1 %, роздрібна торгівля — 15,4 %, виробництво — 15,4 %.